# Ljus ängsfingersvamp
Ljus ängsfingersvamp (Ramariopsis subtilis) är en svampart som först beskrevs av Christiaan Hendrik Persoon, och fick sitt nu gällande namn av R.H. Petersen 1978. Ramariopsis subtilis ingår i släktet Ramariopsis och familjen fingersvampar.   Inga underarter finns listade.
I den svenska databasen Dyntaxa används istället namnet Clavulinopsis subtilis för samma taxon.  Arten är reproducerande i Sverige.